# Wheel war
Wheel war, em cibercultura, caracteriza uma disputa entre utilizadores com privilégios sobre um sistema ou rede online e compartilhada de computadores, em que cada utilizador tenta arroubar ou criar situações que interferem com outros utilizadores desse sistema. Embora normalmente estes casos tenham como princípio a diversão ou simples bromas ordinárias, ou ainda para flame, eventos deste tipo podem também ser causados por graves divergências administrativas.

## Origem do termo
O conceito surgiu no sistema operacional TENEX, distribuído e amplamente utilizado como TOPS-20 nos anos de 1960 e inícios de 70. Este conceito de "wheel" descrevia um nível de usuário superior ao de sysop.
Por causa da migração dos desenvolvedores do sistema TENEX/TOPS-20 para a Unix, o termo foi rapidamente adoptado pela comunidade Unix. Em vários sistemas de comando "su" pode utilizar-se para adquirir o acesso de superutilizador. Prevenindo o mau uso das ferramentas, alguns administradores do sistema só permitem o acesso ao comando por determinados grupos de usuários, na maioria das vezes indicados como wheel, que revela um nível de confiança superior ao de sysop.
Nos sistemas GNU não é necessário que um usuário se enquadre num grupo wheel (roda) para utilizar o comando su, principalmente por motivos filosóficos. No entanto, em algumas distribuições Linux, como a Gentoo Linux utilizam implementações alternativas do comando que mantém estes requisitos.

## Wheel war
A frase relacionada "wheel war" foi utilizada na cultura da Universidade de Stanford para se referir à disrupção do sistema causado pelos estudantes que adquiriam o acesso wheel, com o intuito de bloquear outros alunos ou apagar os seus arquivos, que acarretavam danos colaterais causados ao trabalho de outros usuários não envolvidos no sistema.